# 贝勒孔布圣母村
贝勒孔布圣母村（法語：Notre-Dame-de-Bellecombe，法語發音：[nɔtʁ dam də bɛlkɔ̃b]）是法国萨瓦省的一个市镇，属于阿尔贝维尔区。

## 地理
贝勒孔布圣母村（45°48'34"N, 6°31'8"E）面积21.45 平方千米，位于法国奥弗涅-罗讷-阿尔卑斯大区萨瓦省，该省份为法国东部省份，历史上为薩伏依的一部分，北起上萨瓦省，西接伊泽尔省和安省，南部和东部与上阿尔卑斯省和意大利接壤。
与贝勒孔布圣母村接壤的市镇（或旧市镇、城区）包括：克雷沃朗、弗吕梅、欧特吕斯、圣尼古拉拉沙佩勒、阿尔利河畔普拉。

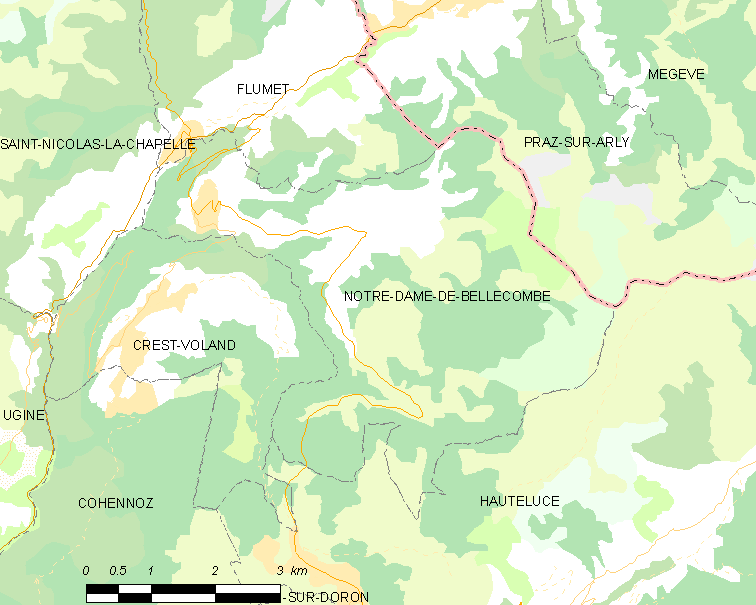
贝勒孔布圣母村的OSM定位图

贝勒孔布圣母村的时区为UTC+01:00、UTC+02:00（夏令时）。

## 行政
贝勒孔布圣母村的邮政编码为73590，INSEE市镇编码为73186。

## 政治
贝勒孔布圣母村所属的省级选区为于日讷县。

## 人口

1962-2008年间贝勒孔布圣母村人口变化图示

贝勒孔布圣母村于2022年1月1日时的人口数量为468人。